# Paul Johann Anselm von Feuerbach
Paul Johann Anselm Ritter von Feuerbach (Hainichen, Jena, Sacro Imperio Romano Germánico, 14 de noviembre de 1775-Fráncfort del Meno, Confederación Germánica, 29 de mayo de 1833) fue un criminalista y filósofo alemán. Estudió Derecho y Filosofía en la Universidad de Jena, recibiendo el grado de Doctor en Filosofía.
Fue el redactor del Código Penal de Baviera en 1813, que sirvió de modelo para otros Códigos penales tanto europeos como latinoamericanos, y en 1817 fue nombrado presidente del Tribunal de Apelaciones de Ansbach.
Fue el autor de la obra Kaspar Hauser. Ejemplo de un crimen contra la vida interior del hombre.
En cuanto a su familia, fue padre del filósofo Ludwig Feuerbach y del matemático Karl Wilhelm Feuerbach.

## Aporte al Derecho Penal
En el campo del derecho penal, Feuerbach fue el creador de la famosa máxima que consagra el Principio de Legalidad en lo penal:"nullum crimen, nulla pœna sine lege praevia" ("No hay delito ni pena sin ley previa"). Además, inspirado en las ideas de Hegel, es uno de los máximos representantes de la teoría relativa de la pena o teoría de la prevención general negativa, es decir, que ésta debe tener una función más preventiva de delitos que correccional, ejerciendo una coacción tanto física como psicológica sobre el delincuente y, en un grado más elevado, la sociedad en general. 
De acuerdo con el citado jurista, las instituciones jurídicas deben ser ineludiblemente coactivas, teniendo para ello la coerción física. Esta coerción física tiene por fin limitar y si es posible terminar con las lesiones al orden jurídico de dos formas: con anterioridad, cuando impide una lesión aún no consumada, lo que puede tener lugar tanto coerciendo con el fin de dar una garantía en favor del amenazado como, también, doblegando en forma inmediata la fuerza física del injuriante dirigida a la lesión jurídica. Con posterioridad a la injuria, obligando al injuriante a la reparación o a la reposición.
Si la física no es suficiente, entonces surge la psicológica, haciendo así intervenir a la prevención general, que es siempre anterior al delito.
La pena tiene como fin la intimidación de todos, como posibles protagonistas de futuras lesiones jurídicas, que se ven inspirados en sus impulsos sensuales. La prevención general, por medio de la intimidación tiene, además, como objetivo la aplicación efectiva de la sanción legal, ya que de lo contrario, la conminación no tendría sentido. Amenazar con algo que luego no se cumple, es obvio que carece de lógica y va en contra de la idea inicial de amenaza.
El principio de legalidad penal de Feuerbach ha sido de una gran influencia en el Derecho Penal. Muchos códigos penales lo tienen escrito en su texto. Más recientemente, se le ha considerado por la doctrina filosófica del garantismo como de mera legalidad penal, para distinguirlo del principio de estricta legalidad penal, creado por Luigi Ferrajoli. Este principio de estricta legalidad penal tiene un mayor rigor y alcance. Se puede describir de esta forma: no hay delito, pena ni medida judicial sin ley previa, oficial, escrita, estricta, pública y cierta.